# Ondansetron
Ondansetron – organiczny związek chemiczny, lek przeciwwymiotny, który jest specyficznym antagonistą receptorów 5-HT3 wykorzystywanym do objawowego leczenia nudności i wymiotów głównie w onkologii. Jest również stosowany w leczeniu nudności i wymiotów spowodowanych zapaleniem żołądka i jelit. Wprowadzony na rynek w latach 90. XX wieku.

## Mechanizm działania
Jest silnym wybiórczym antagonistą receptorów dla serotoniny 5-HT3 zlokalizowanych centralnie w obszarze chemowrażliwej strefy wyzwalającej (ang. chemoreceptor trigger zone) na dnie komory IV oraz w zakończeniach nerwu błędnego ośrodkowo w jądrze pasma samotnego i obwodowo w splocie śródściennym przewodu pokarmowego.
Ondansetron hamuje nudności i wymioty związane z działaniem serotoniny uwalnianej w jelicie cienkim przez leki cytostatyczne i radioterapię, a także blokując ośrodkowe receptory 5-HT3. Po podaniu doustnym wchłania się całkowicie z przewodu pokarmowego. Maksymalne stężenie w osoczu po podaniu doustnym osiąga po 1,5 godziny (tmax), a po podaniu domięśnowym – po 10 minutach. Lek w 70–76% wiąże się z białkami osocza. Metabolizowany jest w wątrobie przez układ enzymatyczny cytochromów CYP1A2, CYP2D6, CYP3A4, a następnie ulega sprzężeniu z kwasem glukuronowym i siarczanami. Okres półtrwania wynosi ok. 3 godzin niezależnie od drogi podania. Wydalany z ustroju na drodze metabolizmu wątrobowego.
Pod wpływem promieniowania jonizującego i chemioterapii w jelicie cienkim uwalniana jest serotonina, która pobudza receptory 5-HT3 i wyzwala odruch wymiotny (nudności i wymioty). Ondansetron hamuje to działanie, a także blokuje ośrodkowe receptory 5-HT3.

## Wskazania
Ondansetron jest zalecany w zapobieganiu i hamowaniu nudności i wymiotów wywołanych chemio- i radioterapią nowotworów, a także w zapobieganiu nudnościom i wymiotom okresu pooperacyjnego.

## Działania niepożądane
Jest dobrze tolerowany a najczęstszym działaniem niepożądanym są zaparcie, bóle głowy, uderzenia gorąca, czkawka.

## Preparaty
- Zofran
- Atossa
- Ondalek